# Tomb Raider (videojuego de 1996)
Tomb Raider es un videojuego de acción-aventura de disparos en tercera persona y plataformas desarrollado por Core Design y distribuido por Eidos Interactive. Se lanzó por primera vez en Sega Saturn y poco después vieron la luz versiones para MS-DOS y PlayStation. Se realizaron lanzamientos posteriores para Mac OS (1999), Pocket PC (2002), N-Gage (2003), iOS (2013) y Android (2015). Es la primera entrega de la franquicia mediática Tomb Raider, que sigue a la arqueóloga y aventurera Lara Croft, contratada por la empresaria de Jacqueline Natla para encontrar un artefacto llamado Vástago de la Atlántida. El juego presenta a Lara atravesando niveles divididos en múltiples áreas y complejos de habitaciones mientras lucha contra enemigos y resuelve acertijos para progresar.
El concepto inicial fue creado por Toby Gard, a quien se le acredita como el creador de Lara, y quien además trabajó como artista principal en el proyecto. La producción comenzó en 1994 y duró 18 meses, con un presupuesto de 440.000 libras esterlinas. El personaje de Lara se basó en varias influencias, incluyendo Tank Girl, Indiana Jones y Hard Boiled. El diseño de niveles basados en cuadrícula 3D, innovador para su tiempo, se inspiró en la estructura de las tumbas egipcias. La música fue compuesta por Nathan McCree, quien se inspiró en la música clásica inglesa. Anunciado originalmente en 1995, el título recibió una amplia atención de la prensa y una gran promoción de Eidos Interactive.
La recepción del juego fue muy positiva, con elogios por sus innovadores gráficos, controles y jugabilidad en 3D, ganó varios premios de la industria y es considerado uno de los mejores videojuegos de todos los tiempos. Es uno de los videojuegos más vendidos para PlayStation, con siete millones de unidades vendidas en todo el mundo, y siguió siendo el título más vendido en la franquicia de Tomb Raider hasta el lanzamiento del reinicio de 2013. La propia Lara Croft se convirtió en un icono cultural como uno de los personajes más reconocibles de los juegos. Al calor de su éxito se lanzaron numerosas secuelas, comenzando con Tomb Raider II en 1997. Un remake, Tomb Raider: Anniversary, fue desarrollado por Crystal Dynamics y lanzado en 2007.

## Historia
La historia empieza con la detonación nuclear de un artefacto no identificado en Los Álamos, Nuevo México. De la explosión se desprendió una pieza del artefacto dividiéndose en tres partes. En Calcuta, capital del estado indio de Bengala Occidental, un desconocido llamado Larson, desde su suite en el Hotel Imperial, envía un mensaje para concertar una cita con la célebre arqueóloga británica Lara Croft.
Durante esa cita, Jacqueline Natla, Presidenta de Natla Tecnologies, se entrevista por videoconferencia con Lara para ofrecerle la oportunidad de recuperar un antiguo artefacto llamado el Scion, Lara acepta el trabajo. 
Su primera misión comienza en Perú. Lara se adentra en la mítica "Ciudad de Vilcabamba", una antigua ciudad Inca, para encontrar la primera pieza del Scion, localizada en la tumba de Qualopec; un Dios del continente perdido, La Atlántida, cuya tumba se encuentra en la misma ciudad. Pero Lara pronto descubre que todo ha sido una trampa de Natla y que una vez que encuentre los artefactos, ésta decidirá matarla. Larson le dice a Lara que Natla ha enviado a Pierre para encontrar las otras dos piezas del Scion en el Monasterio de St. Francis en Grecia. Después de eso, Larson buscará a Lara para matarla, y quitarle la preciada pieza del Scion. Después Lara encuentra la segunda pieza y ve un jeroglífico sobre cómo unir las piezas, entonces las une y ve un sueño sobre Atlantis.
Descubre que la tercera parte está en la Ciudad de Khamoon en Egipto. 
Lara encuentra la tercera parte, pero dos mercenarios de Natla le roban sus armas y las partes del Scion. Lara consigue escapar y sigue la pista hasta la ciudad perdida de la Atlántida, donde se desencadena la lucha final entre Lara y Natla.

## El juego
En Tomb Raider, el jugador controla a la arqueóloga Lara Croft en su búsqueda por el mundo de los tres misteriosos artefactos de Scion. El juego se presenta en perspectiva de tercera persona. Lara siempre está visible y la cámara sigue su acción desde atrás. El mundo que ella habita  es totalmente  dibujado en tres dimensiones y caracterizado por su naturaleza cúbica. Las repisas, paredes y techos se sitúan 90 grados al uno respecto al otro (aunque los diseñadores usaron algunos trucos para hacer esto menos obvio).
El objetivo de Tomb Raider es dirigir a Lara por una serie de tumbas y otros escenarios en busca de míticos tesoros y artefactos del mundo antiguo. Durante su aventura, Lara debe hacer frente a peligrosos animales y otras criaturas, recogiendo objetos y solucionando rompecabezas para seguir avanzando en el juego. El eje central del juego gira alrededor de la exploración, la búsqueda y la realización de peligrosos saltos para completar cada nivel.
El movimiento en el juego es variado y tiene complejas interacciones con el medio que nos rodea. Además de andar, correr y saltar, Lara puede dar pasos laterales, colgarse sobre repisas o salientes, darse la vuelta, zambullirse y bucear dentro del agua. Cuando Lara bucea, una barra de estado suplementaria aparece bajo la barra de salud para indicar la cantidad de oxígeno restante. En condiciones normales, Lara tiene dos posturas básicas: una con las armas desenfundadas y otra sin ellas y con sus manos libres. Por defecto Lara lleva dos pistolas con munición ilimitada. Como armas adicionales, se incluyen la escopeta, dos magnums y dos Uzis. Alcanzado cierto punto en la historia, Lara será despojada de todas sus armas, dejando al jugador indefenso y forzado a recuperar sus pistolas. Existen trucos publicados en la web donde el jugador hace una serie de instrucciones con el control y saca todas las armas.

## Tramas

### Tomb Raider 1
Jackeline Natla es la jefa de Natla's Technologies y manda a su asistente Larson a contratar a Lara Croft para la búsqueda de un artefacto llamado "Scion". Lara es enviada a Perú, más exactamente a la Antigua Ciudad de Vilcabamba a buscar la primera pieza. Llega a la Tumba de Qualopec y al salir de ahí con el Scion, Larson le prepara una emboscada a Lara, pero esta le vence y escapa. Entonces La protagonista descubre que Natla quería robarle el Scion que le costó tanto conseguir, y que existen otras dos piezas para completar el Sción.
Luego se aventurará al Monasterio de San Francis (Grecia) a encontrar la Tumba de Tihocan y la segunda pieza del Scion. Pierre, que había robado el Scion, es asesinado por Lara. Lara consigue allí el segundo fragmento del Scion. 
Al entrar a la recámara de Tihocan, donde se halla su cuerpo, descubre que el Scion viene de la Antigua Ciudad de Atlantis y ve los lugares por donde fue dispersado. Primero Perú, luego Grecia y como último Egipto. 
Al llegar al Egipto, exactamente a la Ciudad de Khamoon, se encuentra una ciudad infestada de habitantes mutantes que resguardan el último lugar donde se dispersó el artefacto. Va al "Santuario del Scion" y aparece de nuevo Larson. Esta vez sí consigue matarlo, y sube a coger el Scion del santuario. Al salir, Lara es atrapada por Natla y se tira por un acantilado al agua, logra salir y persigue a Natla, subiendo como polizona a su barco y sigue a las minas de Natla para llegar al interior de la Gran Pirámide, o sea Atlantis en sí.                                            
Al llegar al Santuario del Scion y tratar de tomar el artefacto que estaba ya en un peldaño funcionando tiene una visión: En la antigua Atlantis gobernaba el triunvirato de Qualopec, Tihocan y Natla: cada uno guardaba un fragmento del Scion. En aquellos tiempos del triunvirato, queriendo Natla hacer uso del artefacto para el mal (ya que este posee un gran poder supranatural) y crear una super-raza, es congelada en una cápsula por Qualopec y Tihocan. Así, mientras que los otros dos fragmentos estaban en las tumbas de quien le pertenece, el fragmento de Natla estaba ubicado en el Santuario del Scion. 
Natla revela que una prueba nuclear la hizo revivir. Lara se da cuenta entonces de que debe destruir el Sción, pero Natla la detiene debido a que ella necesita el Scion para alimentar a la raza de mutantes y así conquistar el mundo. 
En ese momento las dos caen por un precipicio, pero Lara sobrevive al agarrarse de una plataforma y Natla cae al abismo con lava. Lara deberá volver a la sala donde estaba el Scion para destruirlo, y huir después por la Gran Pirámide. 
Al final, cuando está en la sala donde esta la salida, aparece Natla como una mutante voladora que dispara bolas de fuego. Tras asesinarla, Lara logra escapar de Atlantis.

### Tomb Raider 1 Gold: Unfinished Business
- Lara Croft vuelve a la misteriosa ciudad de Khamoon para descubrir el Templo de la Gata y descubrir algo sobre esta estatua. Luego regresará a las ruinas de Atlantis para destruir a una raza de extraterrestres que quieren conquistar el mundo.

## Niveles
- Tomb Raider I: El Scion

Perú, Ciudad de Vilcabamba
1. Cuevas (Caves)
2. Ciudad de Vilcabamba (City of Vilcabamba)
3. El valle perdido (The Lost Valley)
4. La Tumba de Qualopec (Tomb of Qualopec)

Grecia, El monasterio
1. Monasterio de San Francis (St. Francis Folly)
2. El Coliseo (Colloseum)
3. El palacio de Midas (Mida's Palace)
4. La cisterna (The Cistern)
5. Tumba de Tihocan (Tomb of Tihocan)

Egipto, Ciudad de Khamoon
1. Ciudad de Khamoon (City of Khamoon)
2. Obelisco de Khamoon (Obelisk of Khamoon)
3. El santuario del Scion (Sanctuary of Scion)

Atlantis, La Gran Pirámide
1. Las minas de Natla (Natla's Mines)
2. Atlantis (Atlantis)
3. La Gran Pirámide (The Great Pyramid)

- Tomb Raider I Gold: Unfinished Business

The Shadow of the Cat - Egipto, Ciudad de Khamoon
1. Retorno a Egipto (Return to Egipt)
2. El Templo del Gato (Temple of the cat)

Unfinished Business - Atlantis
1. Fortaleza Atlanteana (Atlantean Stronghold)
2. La Colmena (The Hive)

## Armas
- Pistolas: Armamento clásico, para los primeros oponentes. Con munición ilimitada.
- Uzis: Aparecen en el nivel del Santuario del Scion. Son muy efectivas
- Mágnum: Aparecen en varios niveles. Sobre todo en Grecia. Son efectivas como armas semiautomáticas de verdad.
- Escopeta: Aparece desde el valle perdido. Arma efectiva para grandes enemigos y animales.

Botiquines: Disponemos de botiquines pequeños (que devuelven un 50% de vida) y grandes (con los que se recupera el 100% de vida)

## Personajes
- Lara Croft:
- Jaqueline Natla: Jacqueline Natla era una de las miembros del triunvirato que gobernaba la antigua ciudad de la Atlántida. Natla fue condenada por el mal uso de su poder y encarcelada en una cápsula de tiempo por los otros dos miembros, Qualopec y Tihocan. Después de escapar de su prisión siglos más tarde, funda su propia empresa llamada Natla Technologies y le ofrece a Lara la oportunidad de recuperar un antiguo artefacto llamado Scion, pero su intención es acabar con la vida de Lara cuando ella le entregue el objeto. Para ello mandará a una serie de asesinos en su búsqueda.
- Pierre Du Pont: arqueólogo que siente rencor contra Lara Croft por defraudar al mundo de la arqueología. Se convirtió en mercenario al conocer a Larson, su compañero, con el que forma una pareja singular: Larson es el que dispara y Pierre es el que traza los planes. Es contratado por Jaqueline Natla para buscar el Scion en Grecia.
- Larson: asesino a sueldo de pocas luces y compañero de Pierre Du Pont, también contratado por Natla para matar a Lara Croft.